# Miroslava Šafránková
Miroslava Šafránková (* 11. Juni 1958 in Brno, Tschechoslowakei) ist eine tschechische Schauspielerin und Unternehmerin.

## Leben
Šafránková spielte die Titelrolle in der 1976 gedrehten tschechischen Märchenverfilmung Die kleine Meerjungfrau („Mála mořská víla“) nach Hans Christian Andersen. In diesem Film war auch ihre Schwester Libuše Šafránková, die Hauptdarstellerin aus Drei Haselnüsse für Aschenbrödel (Tři oříšky pro Popelku) aus dem Jahr 1973, zu sehen.
Im Jahr 1982 heiratete sie in der Bundesrepublik Deutschland den Aufnahmeleiter und späteren Produktionsleiter der Fernsehserie Das Traumschiff, Ludwig Armin Stein. Mit ihm lebte sie in Wiesbaden, begann ein Studium der Wirtschaftswissenschaften in Mainz und erwarb einen Bachelor-Abschluss. Von 1986 bis 1989 lebte sie mit ihrem Mann in Mexiko. Dann ließ sie sich von ihm scheiden und kehrte nach Prag zurück. Dort setzte sie ihr Studium fort und schloss es mit einem Ingenieur-Diplom ab. Sie heiratete erneut; seither heißt sie Miroslava Drozdová. Seit Mitte der 1990er-Jahre ist sie nicht mehr als Schauspielerin tätig. Stattdessen gründete sie in Prag-Spořilov die Presseagentur Kirké. Diese wurde 2015 liquidiert.
Sie hat zwei Söhne aus ihrer ersten Ehe und einen Sohn – Marek – aus der zweiten Ehe.
In Westdeutschland wirkte sie nur in einzelnen Episoden verschiedener Fernsehserien mit, so 1981 in „Das Traumschiff“, Episode 3 (Jungferninseln), sowie unter dem Namen Miroslava Stein 1983 in „Derrick“ (Die Tote in der Isar), „Der Paragraphenwirt“ (Gäste gesucht), 1986 „Ein Fall für zwei“ (Schwind paßt auf).
Als im November 2015 bekannt wurde, dass ihre Schwester Libuše an Lungenkrebs erkrankt war, vertrat Miroslava sie bei der Verleihung der Verdienstmedaille.

## Filmografie
- 1974: Kleines Fräulein Robinson (Robinsonka)
- 1975: Romanze für eine Krone (Romance za korunu)
- 1976: Bakalári (Fernsehserie)
- 1976: Die kleine Meerjungfrau (Malá mořská víla)
- 1977: Der Tod der Fliege (Smrt mouchy)
- 1981: Das Traumschiff (Fernsehserie, eine Episode)
- 1981: Jockei Monika (DDR-Fernsehserie, 9 Episoden)
- 1980: Meine schwarzen Pferde (Moje koně vrané, Fernsehserie)
- 1981: O vodě, lásce a štěstí (Fernsehfilm)
- 1982: Wie die Welt um ihre Dichter kommt (Jak svět přichází o básníky)
- 1983: Derrick (Fernsehserie, 1 Folge)
- 1986: Ein Fall für zwei (Fernsehserie, 1 Folge)
- 1989: El Jinete de la divina providencia
- 1991: Oko za oko
- 1991: Dno (Fernsehfilm)
- 1991: Co ted a co potom? (Fernsehserie, 4 Episoden)
- 1992: Giulia Super
- 1993–1994: Die Rückkehr der Märchenbraut (Arabela se vrací, Fernsehserie, 24 Episoden)